# هیدروژن سولفیت

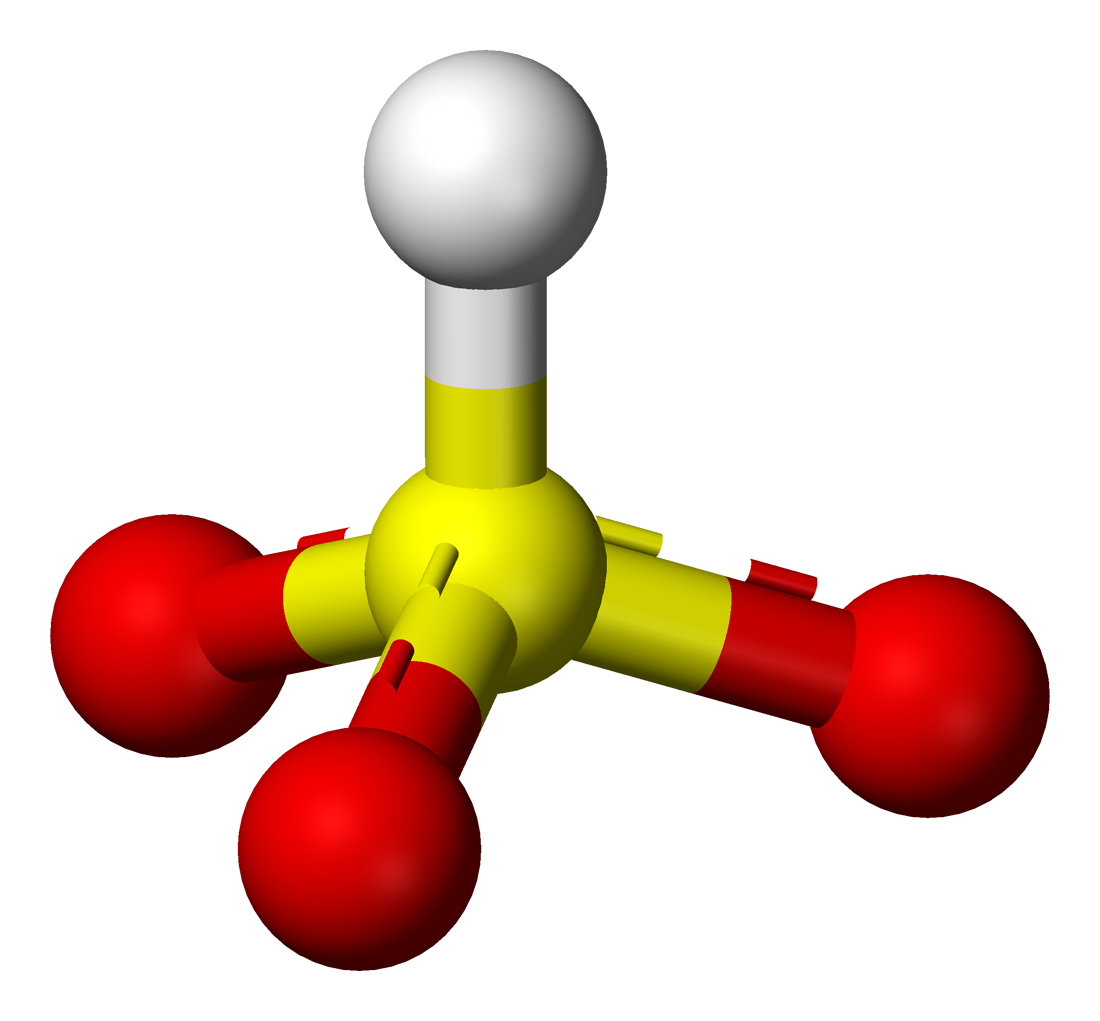
هیدروژن سولفیت

هیدروژن سولفیت(به انگلیسی: hydrogen sulfite) یک آنیون چند اتمی شامل گوگرد، اکسیژن و هیدروژن با فرمول شیمیایی HSO3− است. ترکیبات یونی حاوی این آنیون را هیدروژن سولفید‌ها می‌نامند. لازم به ذکر است که هیدروژن سولفیت نام پیشنهاد شده توسط آیوپاک اما نام بی‌سولفیت نیز برای این آنیون مصطلح است و ترکیبات آن را نیز بی‌سولفیت‌ها می‌نامند مانند سدیم بی‌سولفیت با فرمول شیمیایی NaHSO3.